# Любек (бронепалубен крайцер, 1904)
Любек (на немски: SMS Lübeck) е бронепалубен крайцер на Императорските военноморски сили от типа „Бремен“, четвърти кораб в проекта от седем крайцера. Построен е от фирмата AG Vulcan в град Щетин и носи името на град Любек. Корпусът е заложен през 1903 г., спуснат е на вода през март 1904 г. През април 1905 г. влиза в състава на Флота на откритото море. Крайцерът е въоръжен с главна батарея от десет 105 мм оръдия и два 45-мм торпедни апарата. Може да развива скорост от 22,5 възела (41,7 км/ч).
Първата декада от своята служба „Любек“ е в състава на Флота на откритото море и след началото на Първата световна война, през август 1914 г., е преместен в Балтийско море за отбрана на германското крайбрежие от възможно нападение на руските сили. През първите три години от войната крайцерът носи тежка служба, участва в превземането на Либава и два пъти е атакуван от подводници на Антантата. През 1916 г. крайцерът се натъква на морска мина, но е ремонтиран и през 1917 г. е преведен на спомагателна служба. „Любек“ преживява войната, предаден е на Британия в качеството на военен трофей през 1920 г. и впоследствие е разкомплектован за метал.

## Конструкция
Строителството на „Любек“ започва въз основа на договор „Ersatz Mercur“, корпусът е заложен в корабостроителницата на компанията AG Vulcan в гр. Щетин на 12 май 1903, спуснат на вода на 26 март 1904 г., след което започват работите по дострояването на кораба. На 26 април 1905 корабът влиза в състава на Хохзеефлоте (капитан: Александър Мойрер). Корабът има 111,1 м дължина, 13,3 м ширина, има газене от 5,28 м, водоизместимост от 3661 т при пълно бойно натоварване. Двигателната установка се състои от две парни турбини Парсънс, с мощност от 11,5 хил. к.с. (8600 кВт), корабът развива скорост от 22,5 възела (41,7 км/ч). „Любек“ става първият кораб в германския императорски флот, снабден с турбинна силова установка.Парата за машините се образува в десет въглищни водотръбни парни котела „военноморски“ тип. Крайцерът може да носи 860 тона въглища, което осигурява далечина на плаване от 3800 морски мили (7000 км) на скорост от 12 възела (19 км/ч), което е по-малко спрямо другите кораби от неговия тип, поради по-ниската ефективност на парните турбини. Екипажът на крайцера се състои от 14 офицера и 274 – 287 матроса.
Въоръжението на крайцера се състои от десет оръдия 105 mm SK L/40 в единични установки. Две от тях са разположени едно до друго отпред на бака, шест са в средната част на съда, три са всяка страна и два са едно до друго на кърмата. Оръдията имат прицелна далечина на стрелбата от 12 200 m. Общият им боекомплект е 1500 изстрела (150 снаряда на ствол). Също корабът носи два 450-mm торпедни апарати с общ боезапас пет торпеда. Апаратите са поставени в корпуса на съда по бордовете под водата. Корабът е защитен от бронирана палуба с дебелина до 80 mm. Дебелината на стените на рубката е 100 mm, оръдията са защитени от тънки щитове с дебелина 50 mm.

## История на службата
След въвеждането в строй „Любек“ е приписан към Хохзеефлоте и служи в неговия състав до 1914 г., до началото на войната. След това той се използва като кораб на бреговата отбрана в Балтика.. Когато Централните държави решават да предприемат Горлицкото настъпление, в началото на май 1915 г., командването получава заповед на 27 април да предприеме отвличаща атака по крайния ляв фланг на германската армия. „Любек“ получава заповед да поддържа настъплението по море и в първия ден на настъплението той и крайцерът „Тетис“ (SMS Thetis) обстрелват порта на Либава. Десет дни по-късно, когато армията наближава Либава и се готви да превземе града отново трябва поддръжка от страна на флота, „Любек“ и няколко други крайцера и торпедни катери прикриват щурма на града и осъществяват патрулиране, за да пресекат вмешателството на руските ВМС.
Контраадмирал Хопман, командващ разузнавателните сили в Балтика предприема мащабна атака над Либава във връзка с наступлението на армията към града. Настъплението започва на 7 май. „Любек“ се присъединява към броненосните крайцери „Принц Хайнрих“ (SMS Prinz Heinrich), „Роон“ (SMS Roon) и „Принц Адалберт“ (SMS Prinz Adalbert), стария броненосец на бреговата отбрана „Беофульф“, леките крайцери „Аугсбург“ (SMS Augsburg) и „Тетис“. Те ескортират минните тралчици, торпедни катери и минни заградители. За прикритие на операцията 4-та разведгрупа на Хохзеефлоте е изпратена в Северно море. Корабния обстрел преминава по план, независимо от натъкването на мина в залива на Либава на миноносеца V107, корпусът на който е разрушен, а корабът унищожен. Германските войски имат успех, те превземат града. Седмица по-късно „Любек“ и „Аугсбург“ трябва да заложат минно поле в Финския залив, но руските подлодки, действащи в тозим район, принуждават немците да прекратят тази операция.
На 1 юли минният заградител SMS Albatross, ескортиран от крайцерите „Любек“, „Роон“, „Аугсбург“, залага минно поле северно от островчето Богскар. При завръщането си в порта флотилията се разделя на две: „Аугсбург“, „Албатрос“ и три миноносеца се насочват към Рихсхоф, а другите кораби към Либау. „Аугсбург“ и „Албатрос“ са прехванати от силна руска ескадра под командването на контраадмирал Бахирев от три броненосни и два леки крайцера. Комодор Йохан фон Карпф, командир на ескадрата, заповядва на „Албатрос“ с по-ниска скорост на хода да плава към неутралните шведски води и вика на помощ „Роон“ и „Любек“. „Албатрос“ се изхвърля на брега на шведския остров Готланд а „Аугсбург“ се скрива. Руската ескадра влиза в кратък бой с „Роон“, докато двете страни не се изгубват една фруга от поглед. Узнавайки за възникналата ситуация, Хопман изкарва в морето крайцерите „Принц Хенрих“ и „Принц Адалберт“, за да окаже поддръжка на фон Карпф. По пътя крайцерите срещат британската подводница Е9, която торпилира „Принц Адалберт“. Хопман прекратява операцията и се връща в порта с повредения крайцер.
На 9 август „Любек“ е атакуван от руската подводница „Гепард“ отвъд пределите на Ирбенския пролив при входа на Рижкия залив. „Гепард“ пуска серия от пет торпеда от разстояние 1200 м, но „Любек“ успява да ги избегне. На 6 ноември „Любек“ е атакуван от британската подводница Е8 и този път крайцера успява да се размине с торпедата без да получи повреди. На 13 януари 1916 г. „Любек“ се натъква на руска мина, но крайцерът достига до порта и е ремонтиран. По това време „Любек“ и систършипа му „Бремен“ (SMS Bremen) получават две оръдия SK L/45 калибър 15 см и шест оръдия SK L/45 калибър 10,5 см. Поставен му е нов нос и комини нов модел.
През 1917 г. крайцерът е отзован от бойна служба и е преобразуван на учебен кораб и кораб-мишена. „Любек“ служи като такъв до края на войната, през ноември 1918 г. Според условита на Версайския договор корабът е предаден на британците в качеството на военен трофей. Корабът е формално предаден на 3 септември 1920 г. с името „Р“, британците, на свой ред, го продават за метал и на следващата година крайцерът е разкомплектован в Германия.

## Коментари
1. ↑  Префиксът „SMS“ е от на немски: Seiner Majestat Schiff (Кораб на Негово Величество).
2. ↑  Германските кораби при началото на тяхното строителство получават временни имена. За новите кораби се избират букви. Тези кораби, които трябва да заменят стари или загубени кораби получават приставката „Ерзац“ пред името на заменяемия кораб.
3. ↑  Съгласно номенклатурата на артилерията на флота на Германската империя „SK“ (Schnelladekanone) означава „скорострелно оръдие“, а L/40 означава сравнителната дължина на оръдието в калибри. В дадения случай L/40 означава, че дължината на оръдието съставлява 40 негови калибра (105 × 40).